# Castelul Bánffy din Sâncrai
Castelul Bánffy din Sâncrai este un ansamblu de monumente istorice aflat pe teritoriul satului aparținător Sâncrai, municipiul Aiud, operă a arhitectului Lajos Pákey.

## Generalități
Ansamblul este format din următoarele monumente:
- Castelul Bánffy (cod LMI AB-II-m-B-00320.01)
- Grajd (cod LMI AB-II-m-B-00320.02)

În prezent se află în proprietatea Consiliului Județean Alba, fiind renovat de curând („Centrul Cultural Castel Sâncrai”).

## Istoric și trăsături
Construcția castelului a început la sfârșitul secolului al XIX-lea, fiind finalizat în anul 1903. Castelul are un plan neuniform, dominat de un turn cu patru nivele. Un turn este amplasat și în colțul opus al fațadei dispre vest, orientată spre Mureș, forma în plan a acestuia este una dreptunghiulară, fiind mai mic decât perechea sa. Între cele două turnuri se extinde o parte a clădirii cu fațadă neorenascentistă, la care accesul este realizat printr-o scară în spirală, din piatră. Partea de est, dinspre curte, este formată din două clădiri cu decorații în stil neorenascentist și neobaroc, intrarea principală aflându-se în clădirea din partea dreaptă. Fațada laterală dinspre sud are un pridvor de zidărie, iar la partea nordică a ansamblului de clădiri s-a anexat un corp hexagonal, asemănător unui bastion, amplificând atmosfera romantică a castelului.
Are două intrări, accesul se făcea fie dinspre Mureș, cu caleașca, fie dinspre pădure, pe jos. Odată cu trecerea timpului, parcul, care pe vremuri se extindea până la Mureș, a dispărut.

## Imagini (în timpul lucrărilor de restaurare)

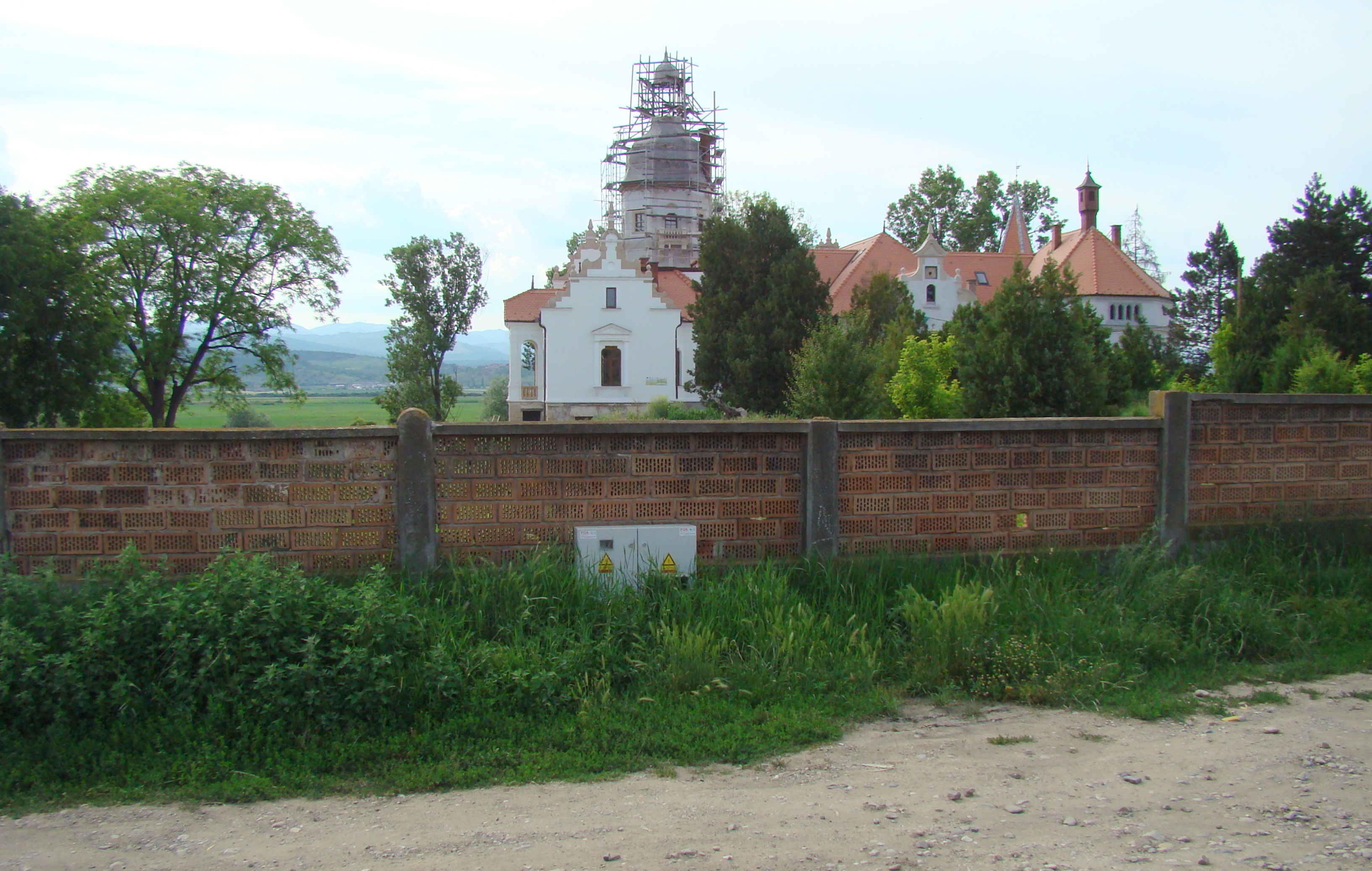
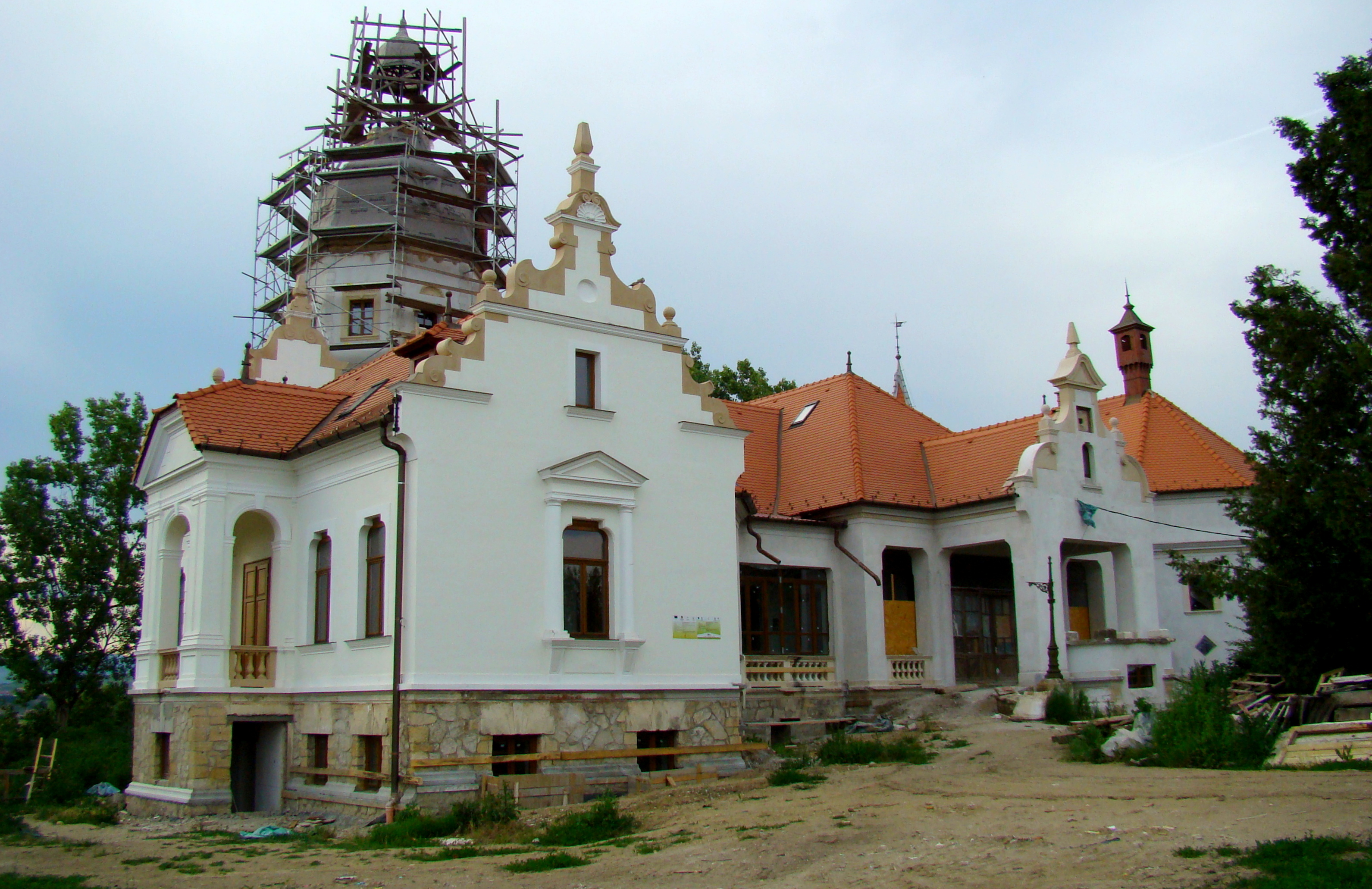
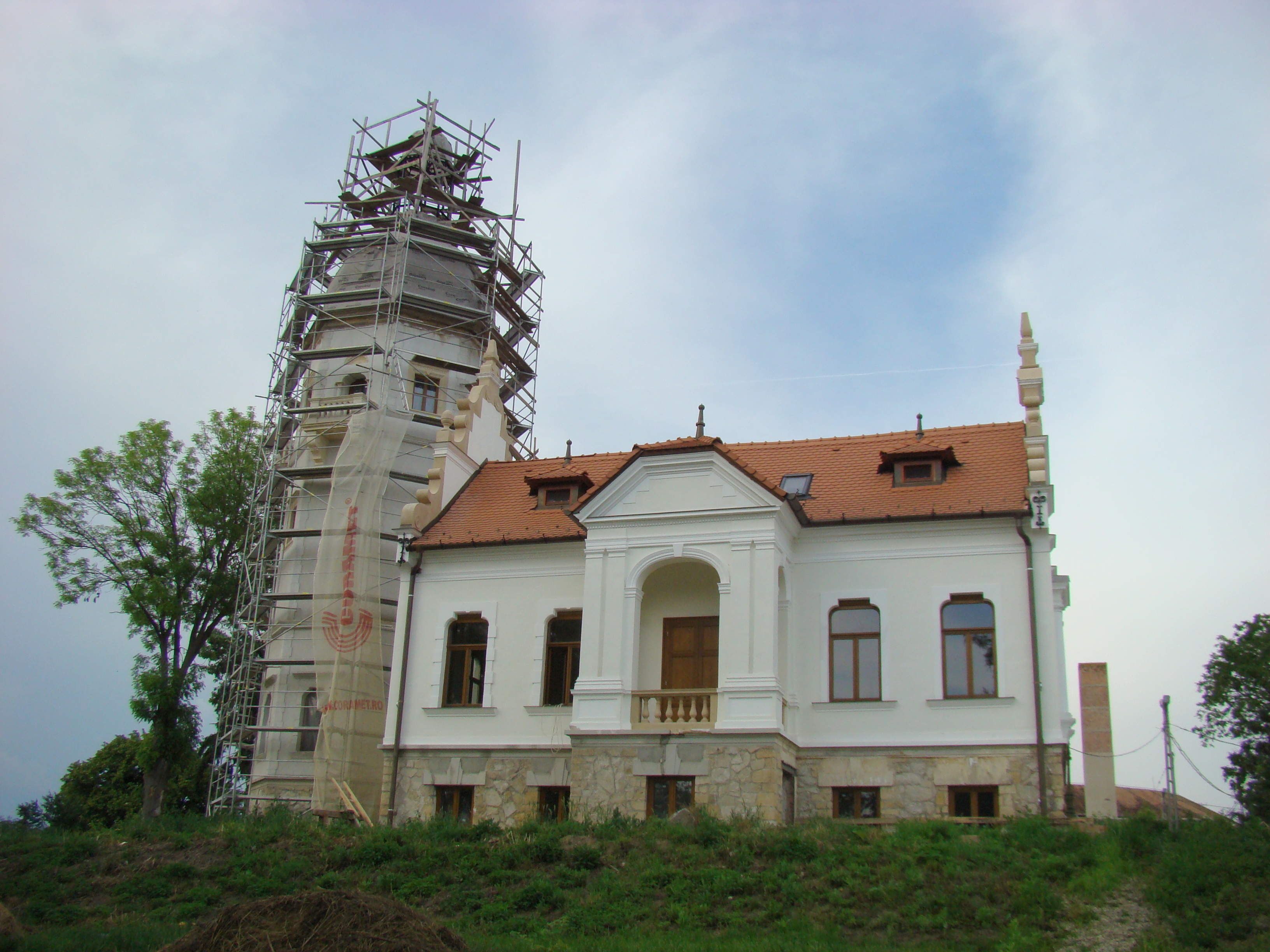
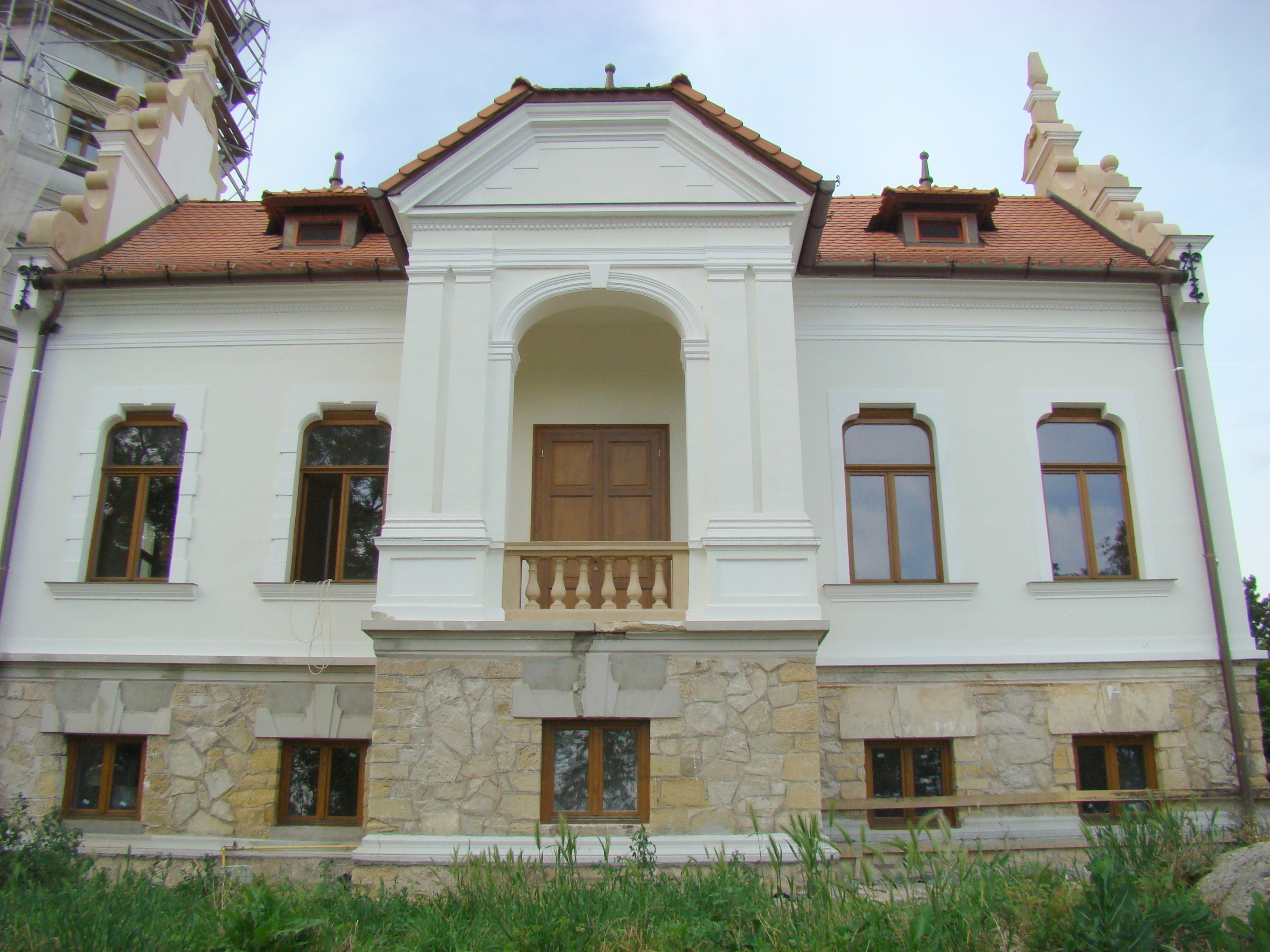
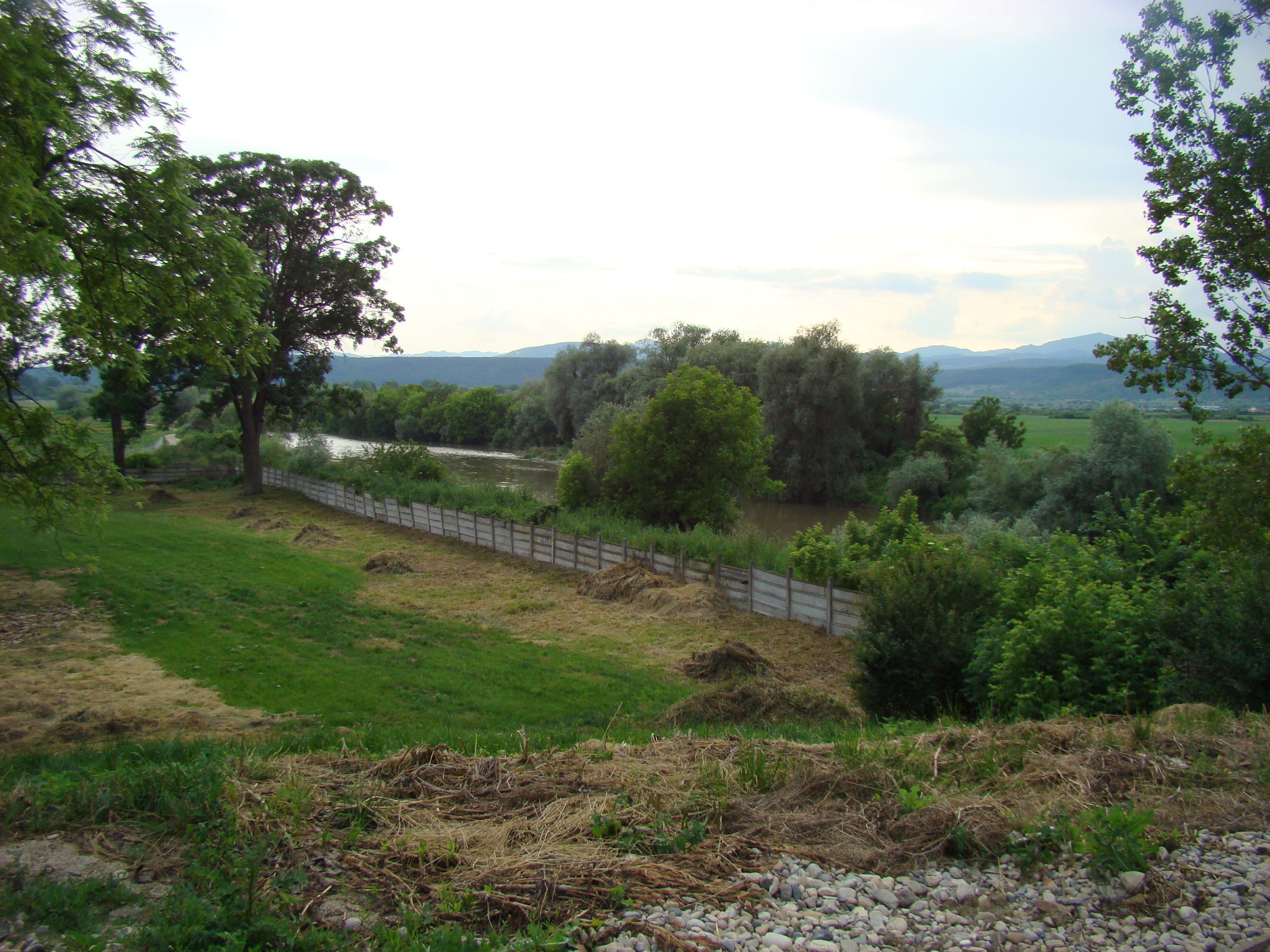
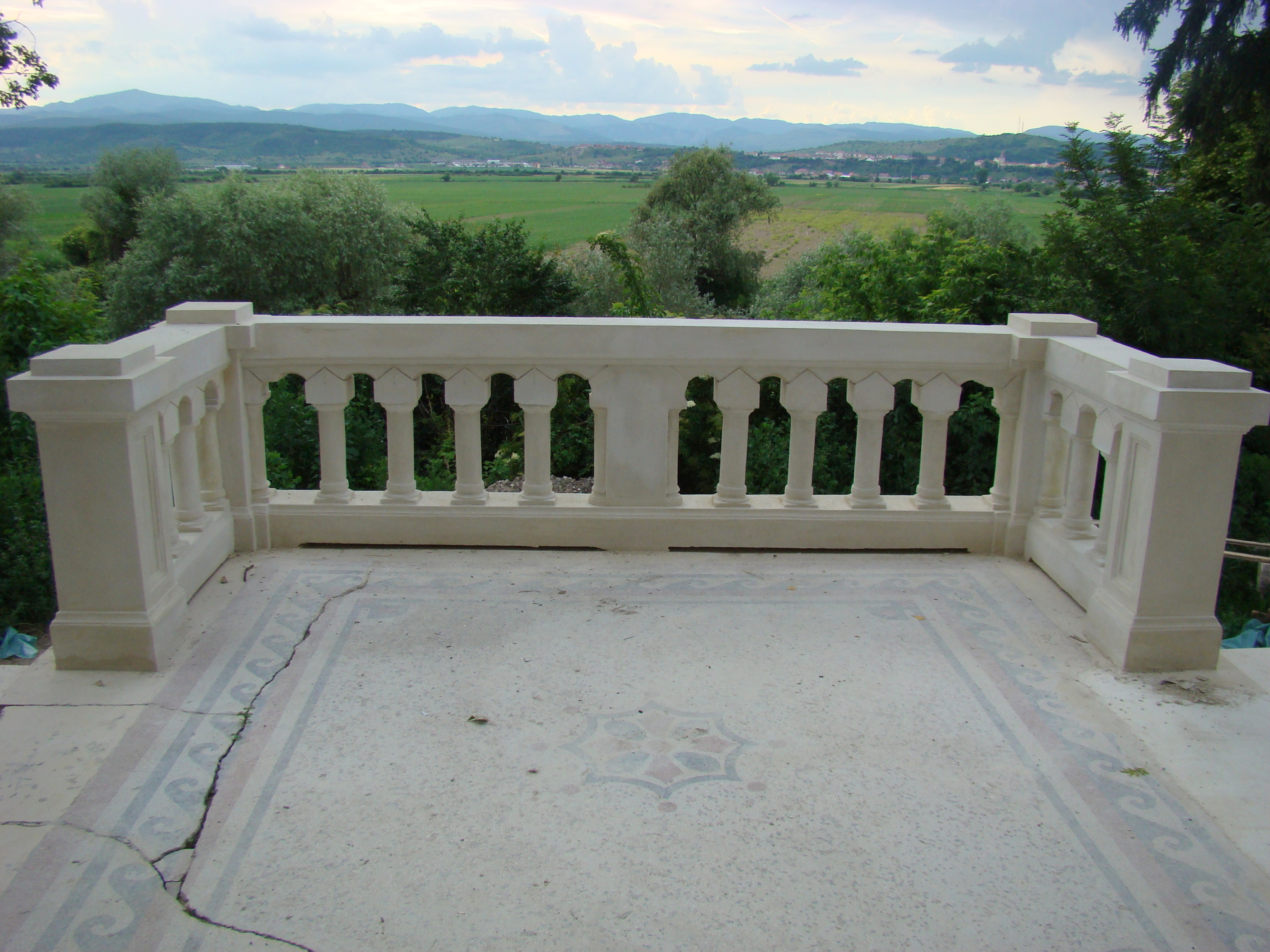
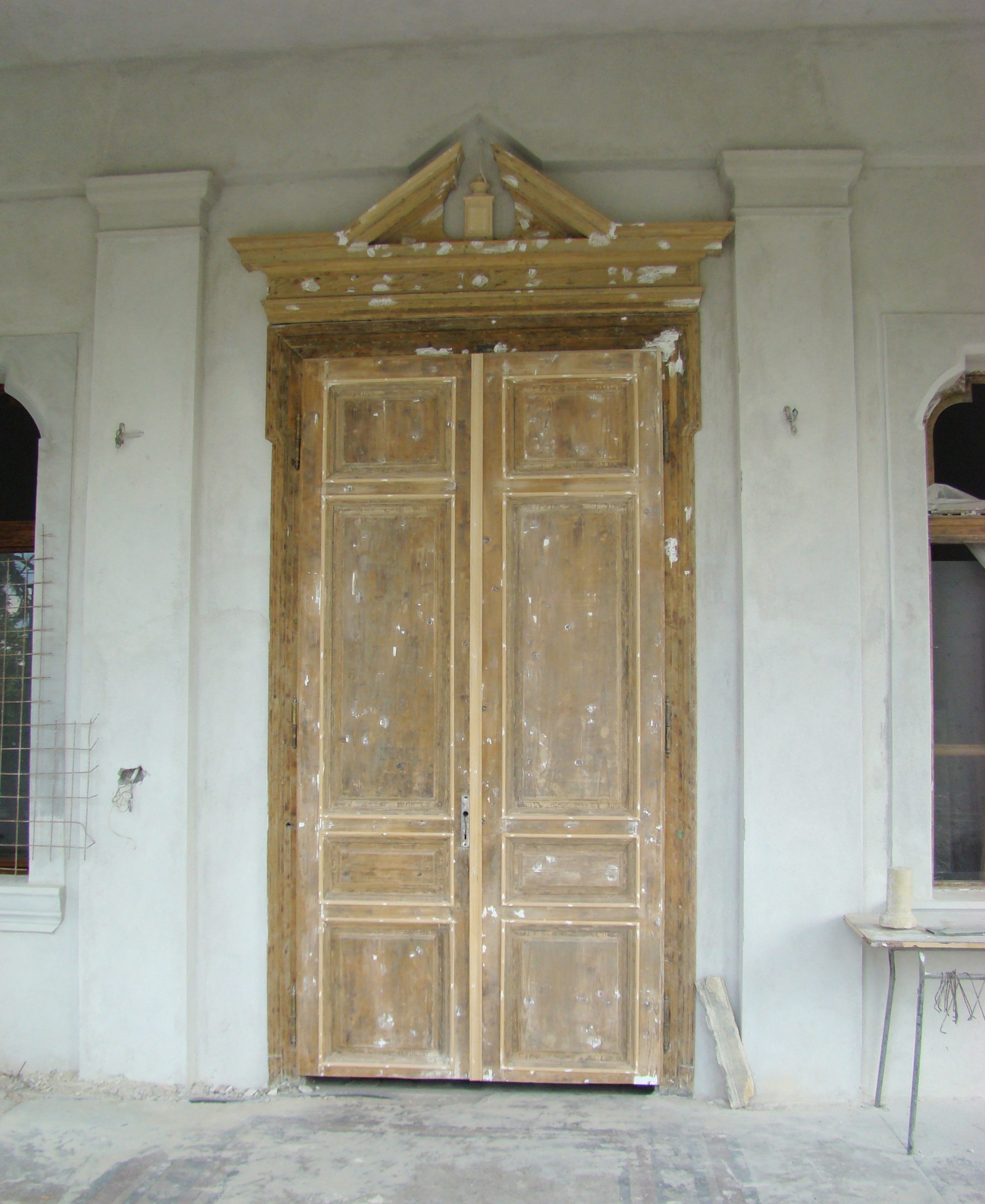
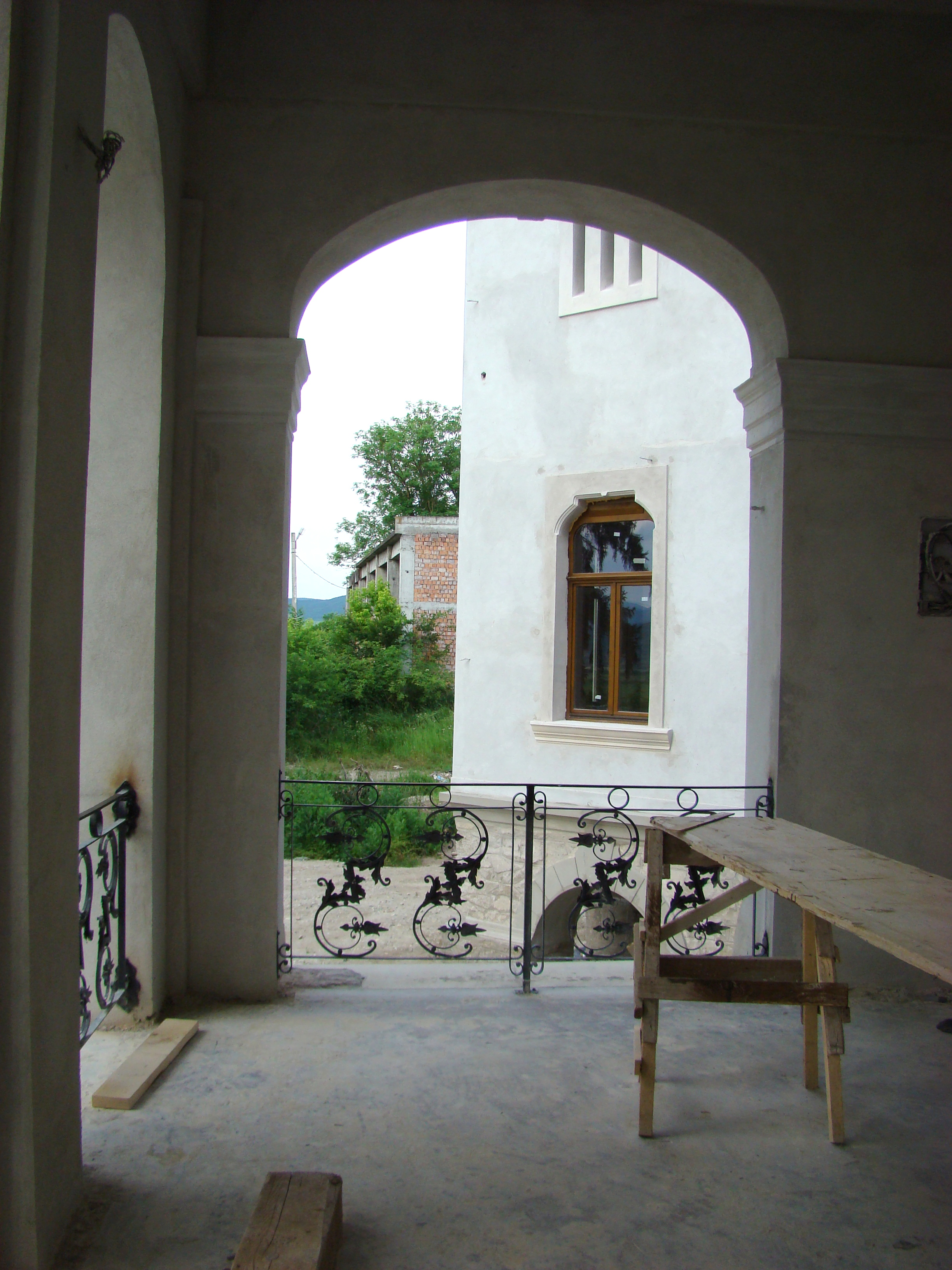
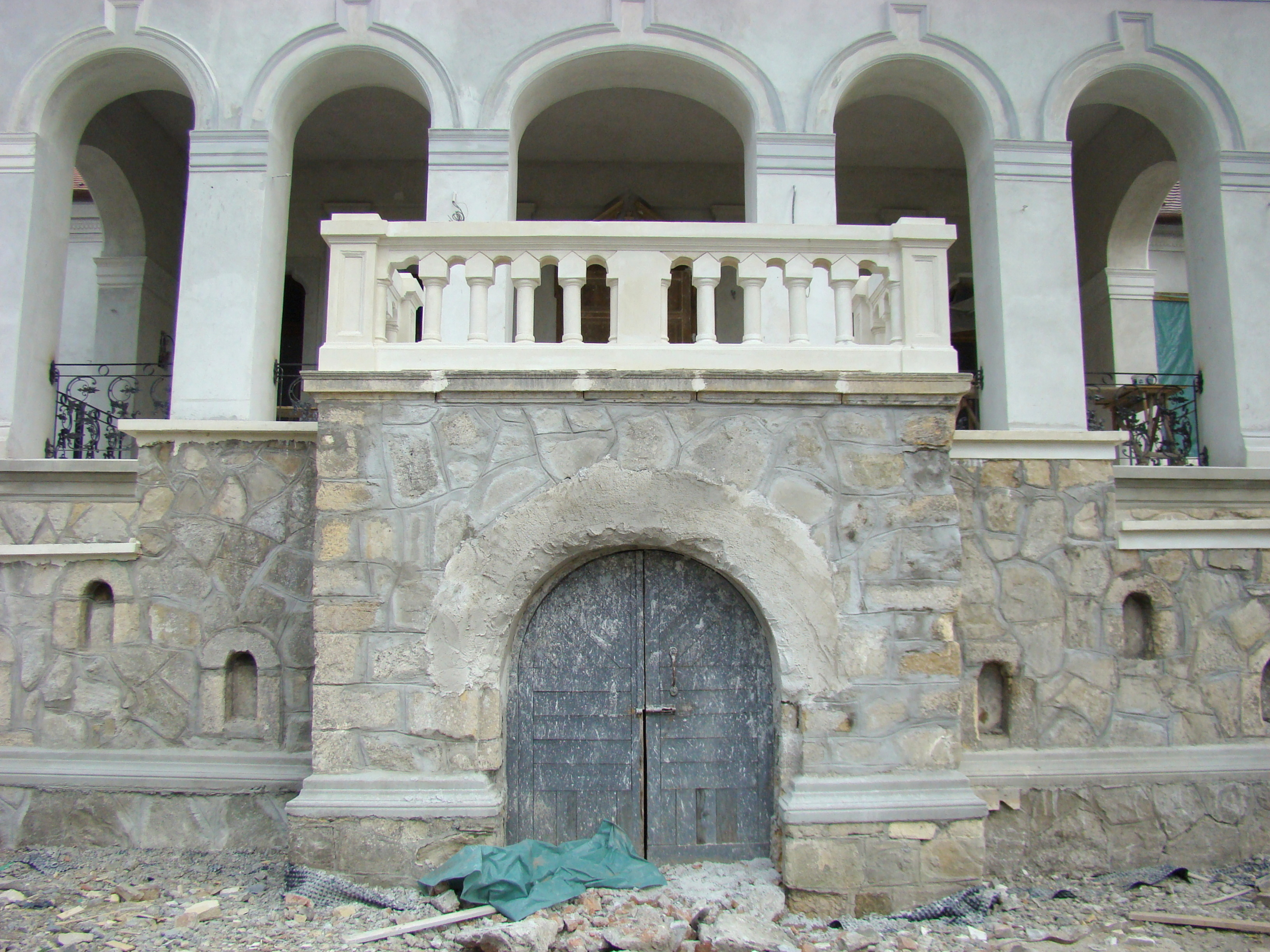
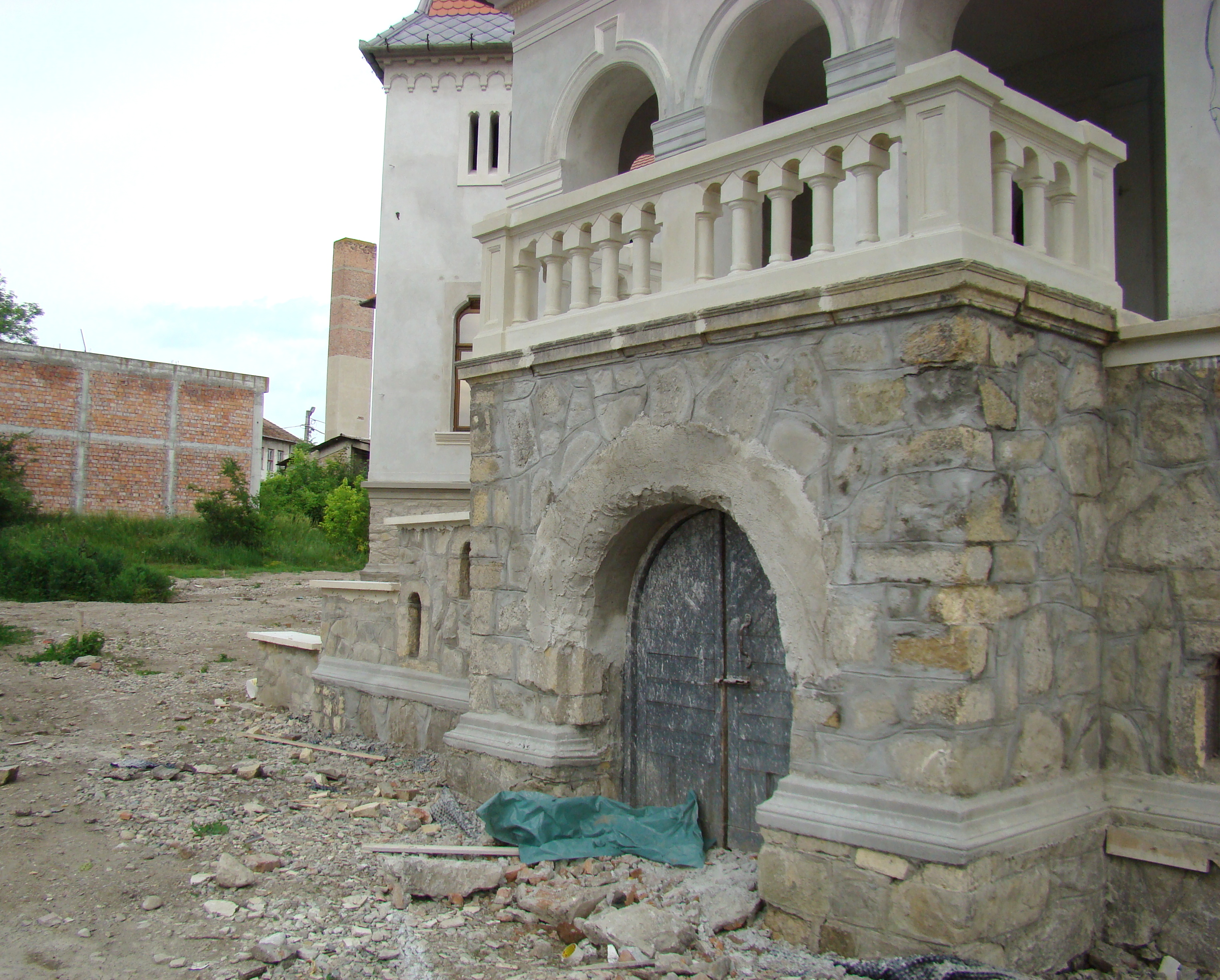
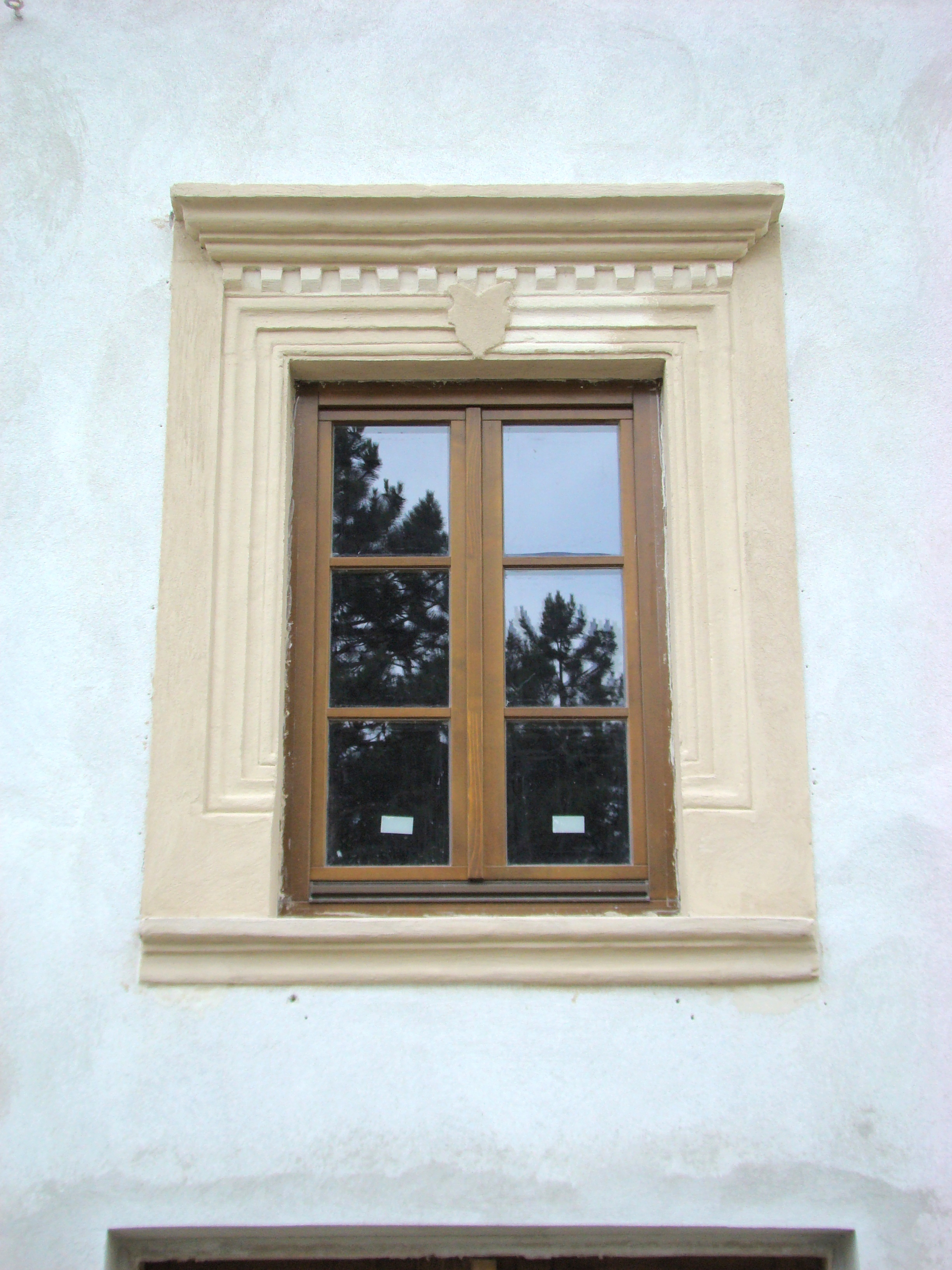
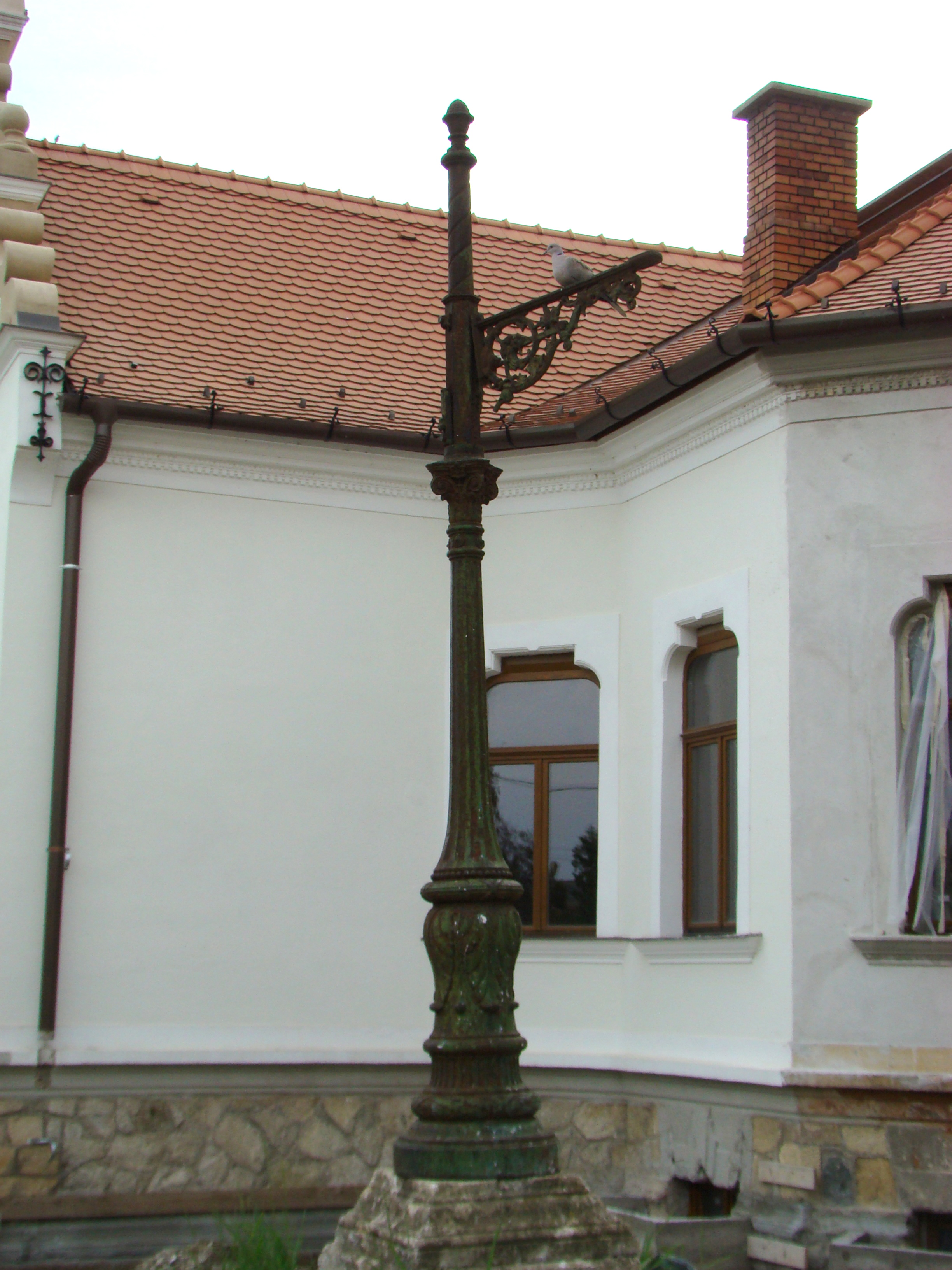
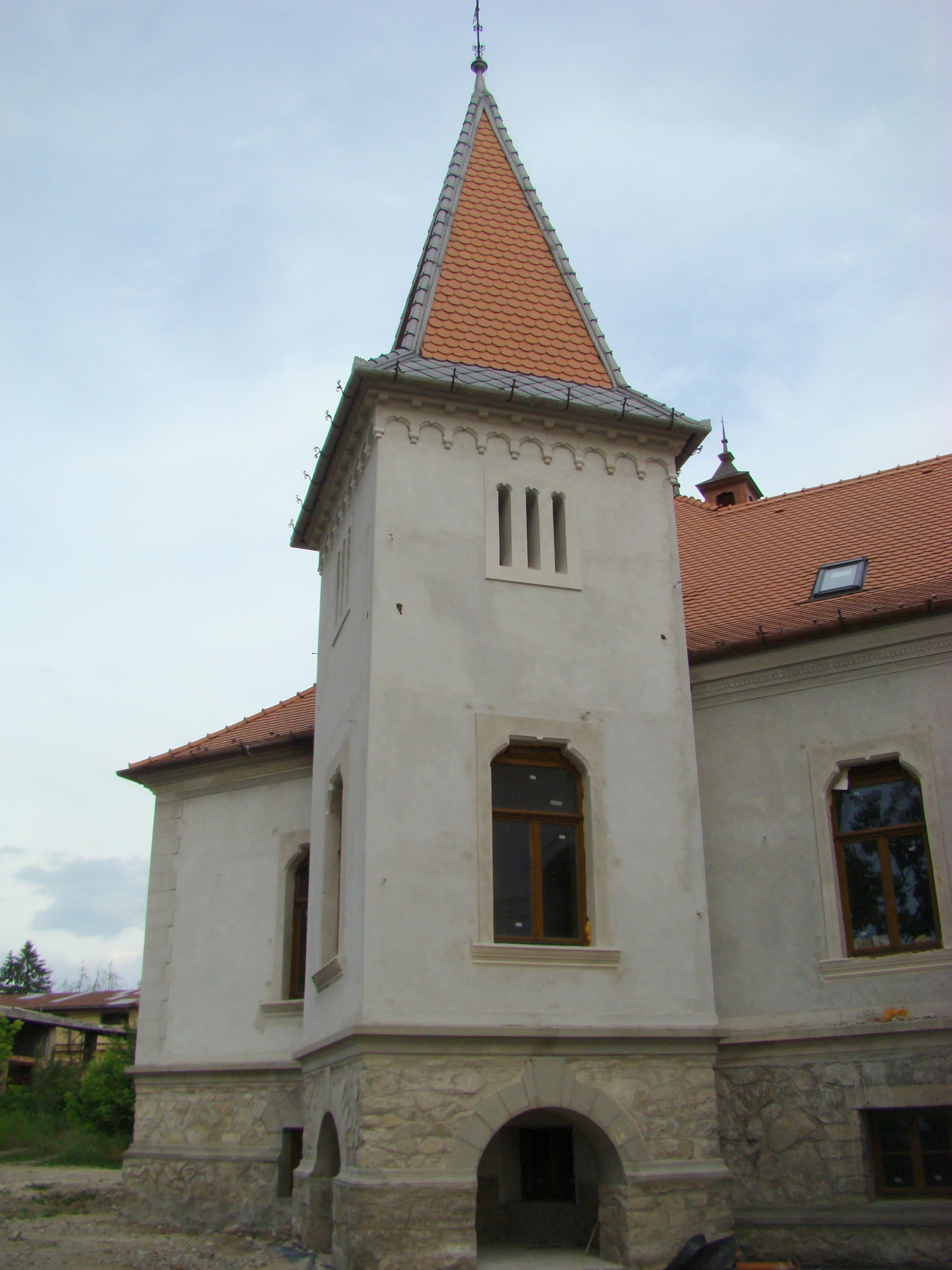
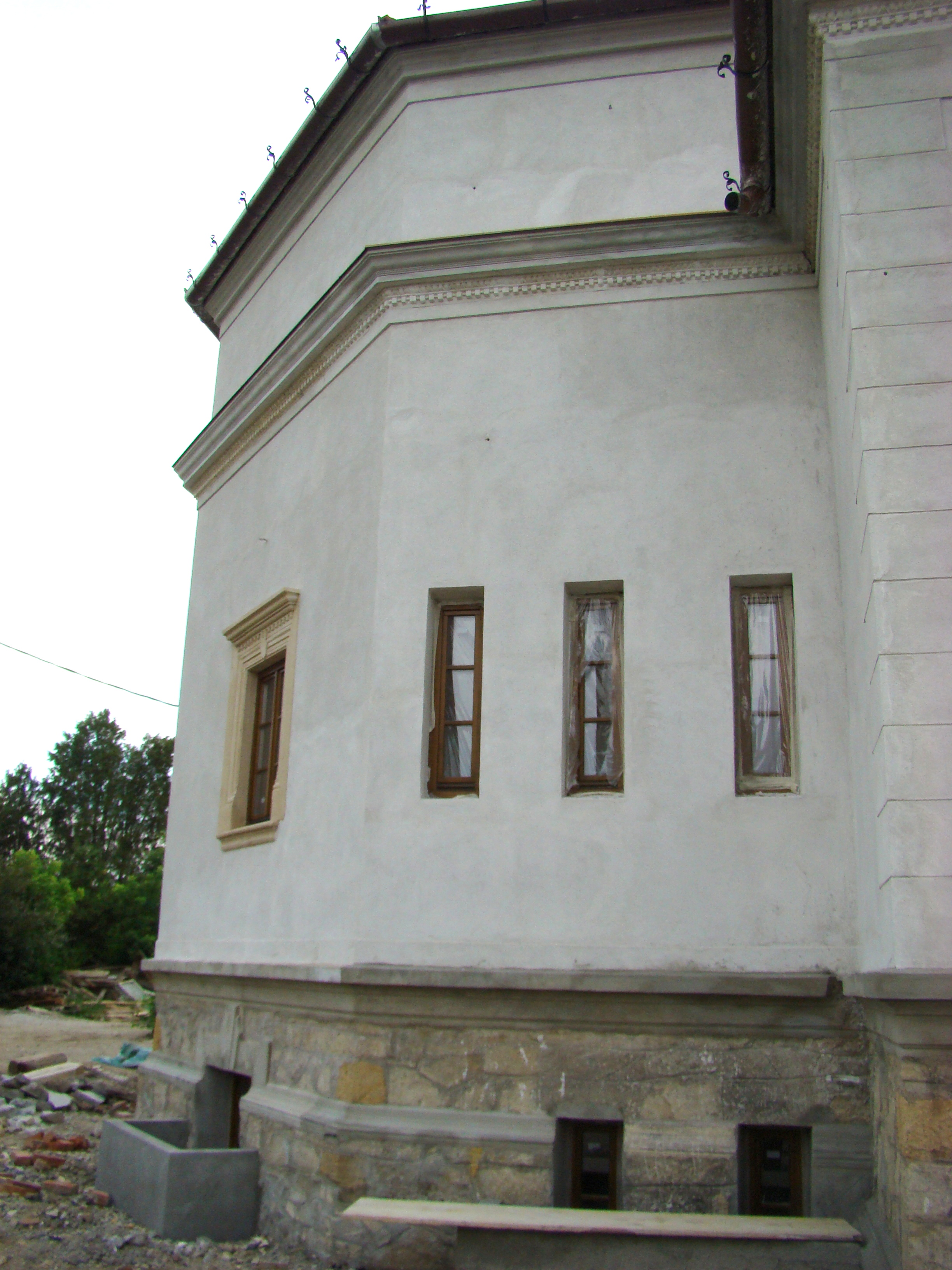
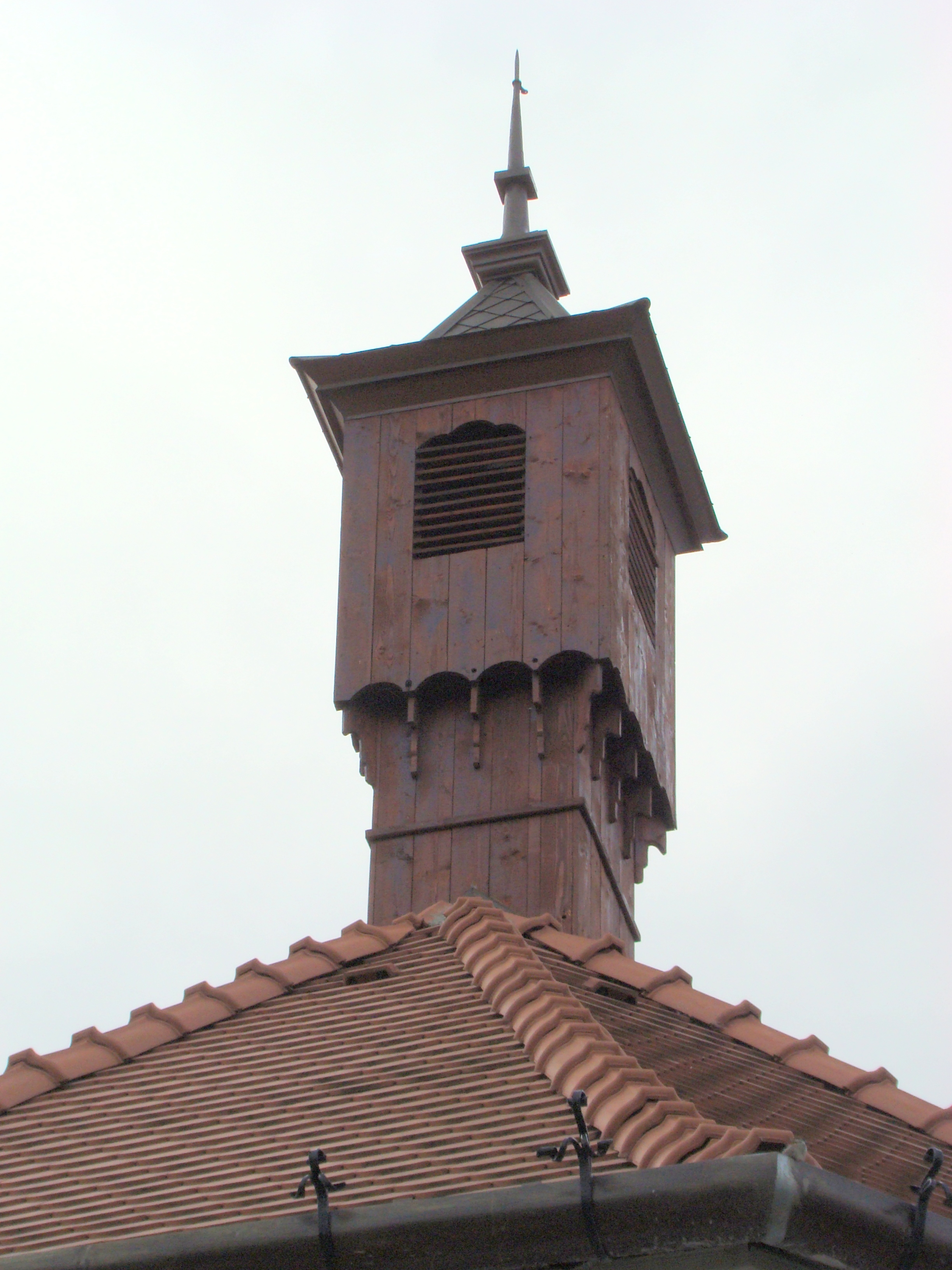
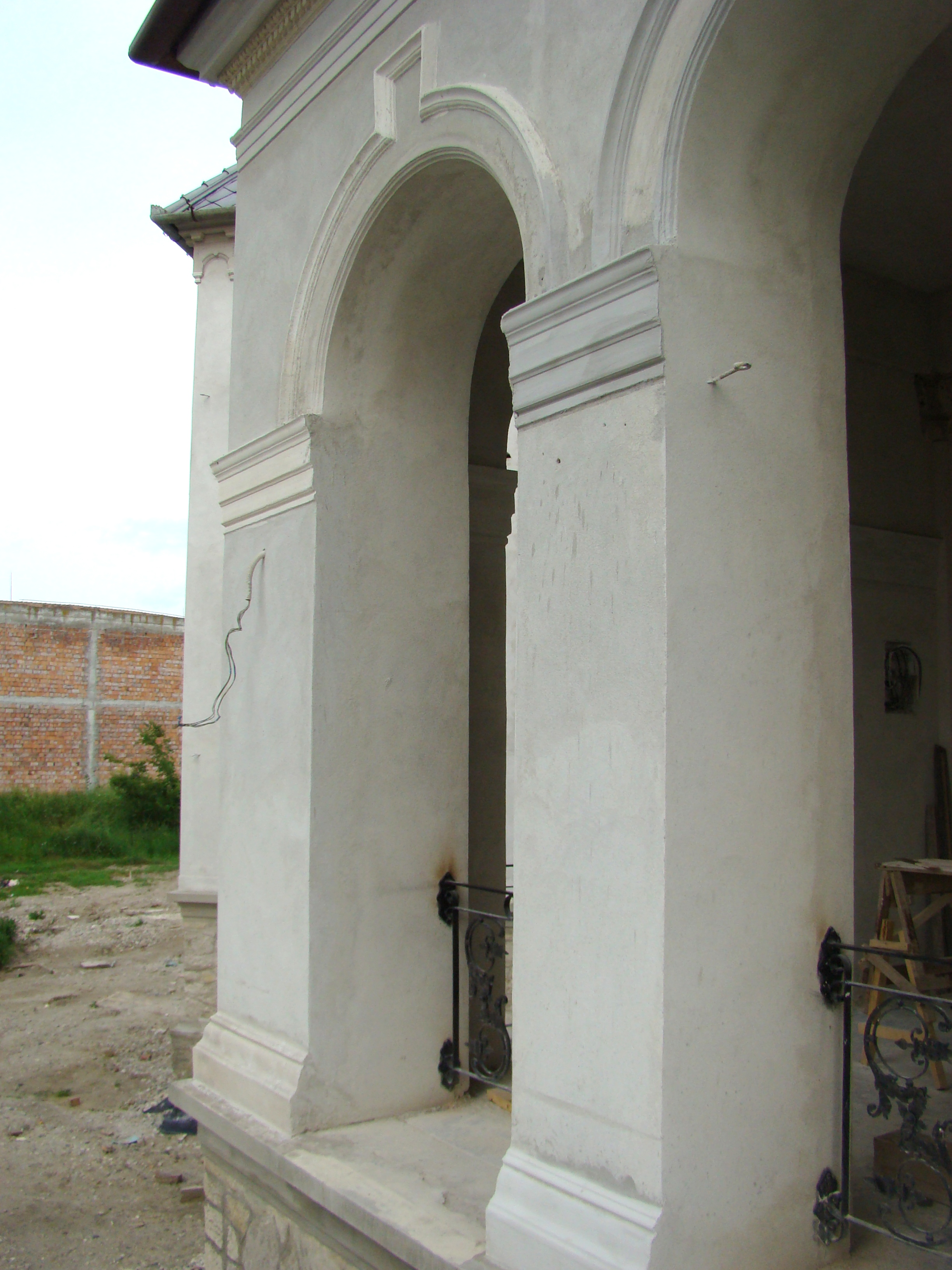
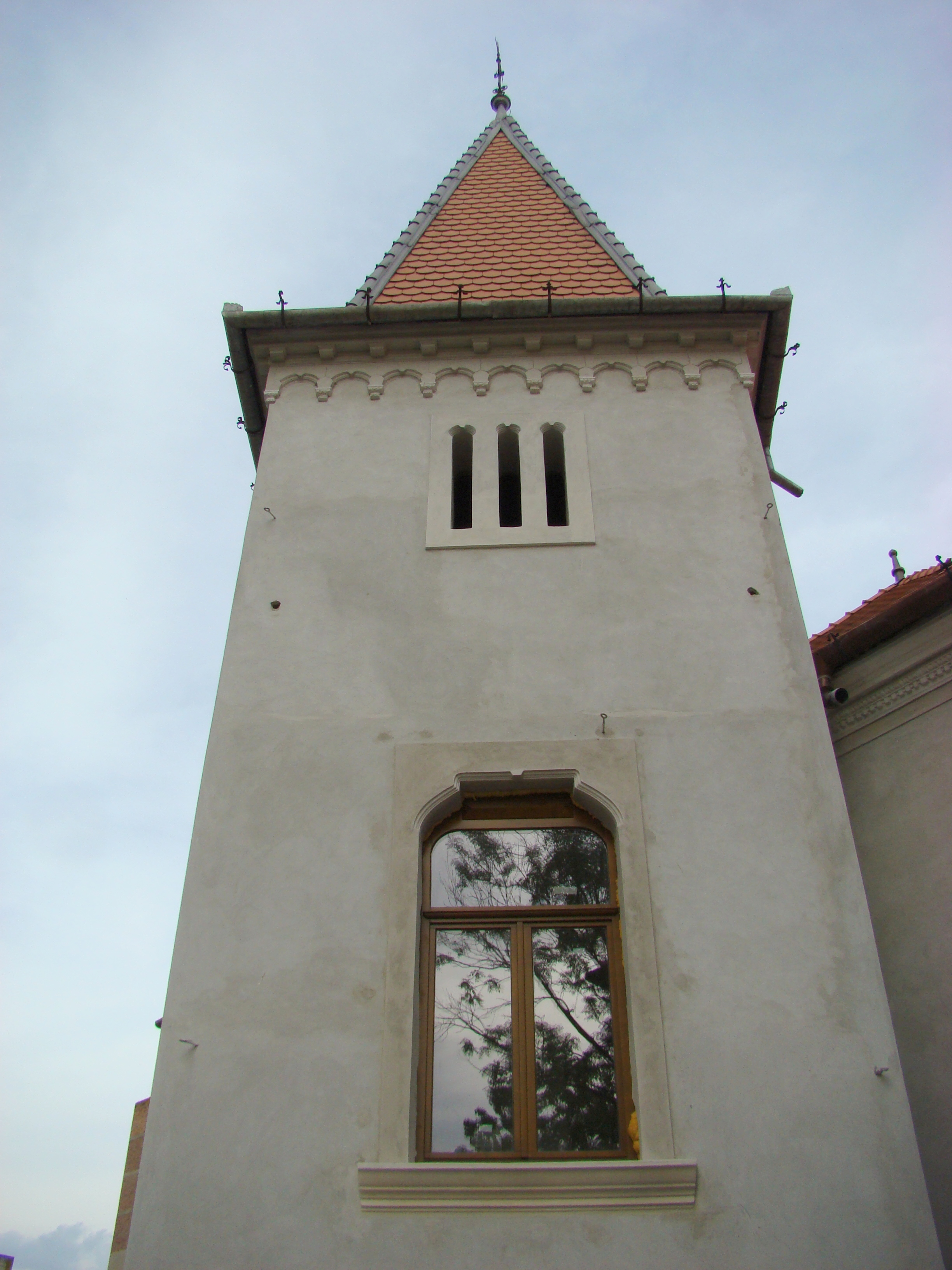
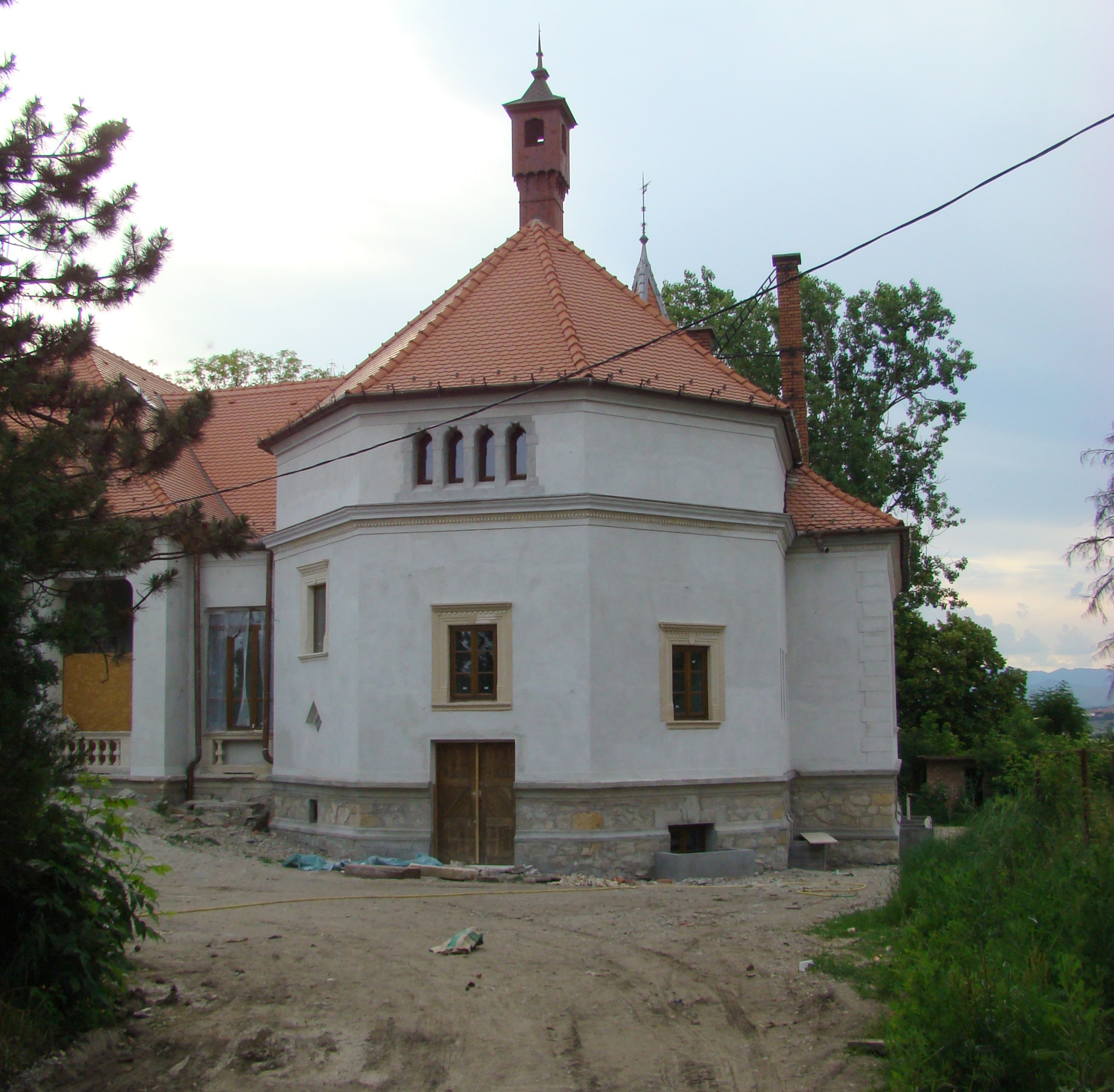
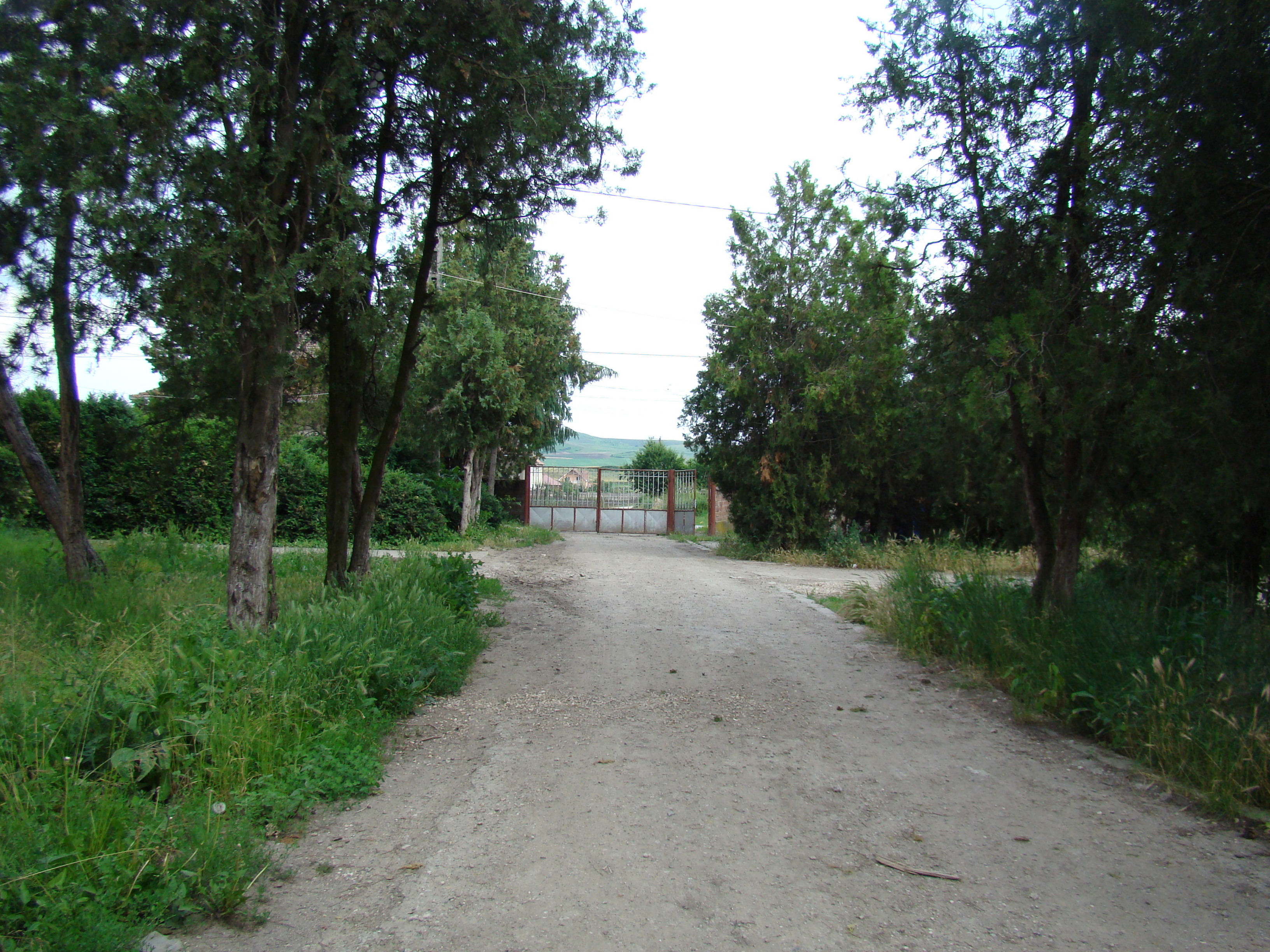